# Phebellia curriei
Phebellia curriei är en tvåvingeart som först beskrevs av Daniel William Coquillett 1897.  Phebellia curriei ingår i släktet Phebellia och familjen parasitflugor. Inga underarter finns listade i Catalogue of Life.